# Listă de actrițe - C
|  | Listă de actrițe \| \| Listă de actrițe - C \| Liste alfabetice de actori și actrițe \| Listă de actori A - B - C - D - E - F - G - H - I - J - K - L - M - N - O - P - Q - R - S - T - U - V - W - X - Y - Z |

## Actrițe - C
| - Alina Chivulescu (* 1974) - Neve Campbell (* 1973) - Dyan Cannon (* 1937) - Kate Capshaw (* 1953) - Capucine (1931 - 1990) - Claudia Cardinale (* 1938) - Leslie Caron (* 1931) - Isabelle Carré (* 1971) - Tia Carrere (* 1967) - Lina Carstens (1892 - 1978) - Geraldine Chaplin (* 1944) - Cyd Charisse (* 1921) - Joan Chen (* 1960) - Cher (* 1946) | - Maggie Cheung (* 1964) - Alexandra Chochlowa (1897 - 1985) - Ute Christensen (* 1955) - Julie Christie (* 1940) - Diane Cilento (* 1933) - Jill Clayburgh (1944 - 2010) - Rosemary Clooney (1928 - 2002) - Glenn Close (* 1947) - Claudette Colbert (1903 - 1996) - Corny Collins (* 1933) - Joan Collins (* 1933) - Betty Compson (1897 - 1974) - Jennifer Connelly (* 1970) | - Rachael Leigh Cook (* 1979) - Sofia Coppola (* 1971) - Ellen Corby (1911 - 1999) - Laura Cosoi (* 1982) - Courteney Cox (* 1964) - Joan Crawford (1904 - 1977) - Liesel Christ (1919 - 1996) - Valérie Crunchant (* 1972) - Penelope Cruz (* 1974) - Jamie Lee Curtis (* 1958) - Joan Cusack (* 1962) - Sinead Cusack (* 1948) - Elisha Cuthbert (* 1982) |

## Actori
|  | Listă de actori \| \| Listă de actrițe \| Liste alfabetice de actori și actrițe \| Listă de actori A - B - C - D - E - F - G - H - I - J - K - L - M - N - O - P - Q - R - S - T - U - V - W - X - Y - Z |